# Lutjanus russellii
Lutjanus russellii conhecido por babak bangkau em Língua indonésia -   é uma espécie de peixe nativa do Oceano Pacífico, entre o Japão e Austrália.